# Вуд, Элайджа
Эла́йджа Джо́рдан Вуд (англ. Elijah Jordan Wood; род. 28 января 1981, Сидар-Рапидс, Айова) — американский актёр. Наиболее известен по роли Фродо Бэггинса в трилогии «Властелин колец» (2001—2003).

## Биография

### Детство
Элайджа Вуд родился 28 января 1981 года в городе Сидар-Рапидс штата Айова и был средним из трёх детей Уоррена и Деборы Вуд. У Элайджи немецкие, датские и английские корни. Также он католик. Элайджа Вуд стал вторым из троих детей в семье, у него есть младшая сестра Ханна Вуд - поэтесса, а старший брат Закари Вуд стал продюсером видеоигр. В детстве Элайджа брал уроки игры на фортепиано у Марлены Лофтсгарден в родном городе. Он был очень энергичным ребёнком, поэтому его часто называли Spark Plug, а также «Обезьянкой», потому что он любил везде лазать. Когда Элайджа начал сниматься в кино, его семья переехала из Айовы в Лос-Анджелес. В 1996 году его родители развелись, и отец вернулся в Айову. Долгий период Элайджа обитал в Лос-Анджелесе и позже в Нью-Йорке.

### Карьера
Элайджа Вуд начал свою актёрскую карьеру в младшей школе, участвуя в постановках «Звуки музыки» и «Удивительный волшебник из страны Оз». До того, как его семья переехала в Лос-Анджелес в 1988 году, Вуд был моделью. Снялся в клипе Полы Абдул «Forever Your Girl», срежиссированном Дэвидом Финчером.
Дебют в кино — эпизодическая роль в фильме «Назад в будущее 2» (1988). Но только роль сына Эйдена Куинна в фильме «Авалон» (1990) впервые привлекла внимание к молодому актёру, потому что фильм получил хорошие отзывы критиков и был номинирован на кинопремию «Оскар». Роджер Эберт в своей рецензии сказал: «Появился Элайджа Вуд, и я верю, что это самый талантливый актёр его возраста за всю историю Голливуда».
После небольшой роли в фильме Ричарда Гира «Внутреннее расследование» (1990) Вуд получил свою первую значительную роль. Это была роль в фильме «Рай» (1991), в котором он сыграл мальчика, воссоединившего семью (Мелани Гриффит и Дон Джонсон). Он получил хорошие рецензии за своё исполнение, некоторые критики говорили, что он был одним из лучших в кинофильме. Затем он получил роль в фильме «Вечно молодой» вместе с Мелом Гибсоном и Джейми Ли Кёртис, и в фильме «Стремящийся ввысь» с Ричардом Мазелло (оба фильма вышли в 1992 году).
В 1993 году Вуд снимался с Маколеем Калкиным в фильме «Добрый сынок», но картина не имела успеха у зрителей. Характер героя, исполняемого актёром: задумчивый, с хорошими намерениями и иногда немного озадаченный. Следующим фильмом с Вудом, снятым в том же году, был «Приключения Гекльберри Финна»; этот персонаж Вуда сильно отличался от предыдущих его ролей, но в фильме «Война» (1994) c Кевином Костнером он снова вернулся к привычному образу.
Также в 1994 году Вуд сыграл главную роль в фильме «Норт». Этот фильм получил массу отрицательных отзывов, и билеты на него плохо продавались. Следующая роль Вуда «Флиппер» имела гораздо больший успех, так же как и сам фильм режиссёра Энга Ли «Ледяной ветер» (1997). Вуд замечательно исполнил роль задумчивого, эмоционально неподвижного и немного сбивчивого Мики Карвера.
Снимался в видео 1995 года группы «The cranberries» под названием «Ridiculous Thoughts».
Вуд озвучивал Спайро, героя серии игр на различных игровых платформах, в играх серии The Legend of Spyro. Также был актёром озвучивания в игре Broken Age вместе с Джеком Блэком, Дженнифер Хейл, Уилом Уитоном, Пендлтоном Уордом.
В 1998 году появились «Столкновение с бездной» и «Факультет». В этих фильмах роли Элайджи не обладали привычной эмоциональной наполненностью и развитием характеров, но кинофильмы имели успех в прокате и внесли свой вклад в дальнейшую карьеру актёра.
В 2006 году Вуд объявил, что его звукозаписывающая компания Simian Records заключила свой первый контракт. В феврале 2007 года Simian Records выпустит новый альбом группы The Apples in Stereo, который называется New Magnetic Wonder.
С 2012 года актёр успешно занимается продюсированием фильмов, самым известным проектом стал хоррор: "Мэнди".

### Общественная деятельность
23 апреля 2010 года Вуд в благотворительном жесте посетил чилийский город Курепто, один из наиболее пострадавших от землетрясения силой 8,8 балла, произошедшего 27 февраля 2010 года. Он лично посетил многих из пострадавших и сопровождался первой леди Чили Сесилией Морель.
Вуд был активным сторонником Берни Сандерса во время президентских выборов 2016 года.
В 2016 году Вуд заявил о своём убеждении в том, что в Голливуде происходит организованное сексуальное насилие над детьми.

### Личная жизнь
Впервые о личных отношениях Вуда пресса заговорила в 2005 году. В тот момент он встречался с американской актрисой Памелой Расин. После пяти лет отношений пара рассталась. Затем возлюбленной актёра стала Франка Потенте, коллега по фильму «Семнадцатилетние». С 2018 года Вуд состоит в браке с продюсером Метте-Мари Конгсвед. В январе 2020 года у пары родился первенец, сын Эван Вуд, а в феврале 2022 года — дочь.

## Фильмография

### Кино
| Год  | Название на русском                            | Оригинальное название                             | Роль                            | Примечания                        |
| ---- | ---------------------------------------------- | ------------------------------------------------- | ------------------------------- | --------------------------------- |
| 1988 | Назад в будущее 2                              | Back to the Future Part II                        | Мальчик                         |                                   |
| 1990 | Внутреннее расследование                       | Internal Affairs                                  | Шон Стретч                      |                                   |
| 1990 | Авалон                                         | Avalon                                            | Майкл Кей                       |                                   |
| 1991 | Я не дурак на колёсах                          | I’m No Fool on Wheels                             | Пиноккио                        | Короткометражный                  |
| 1991 | Рай                                            | Paradise                                          | Уиллард Янг                     |                                   |
| 1992 | Стремящийся ввысь                              | Radio Flyer                                       | Майкл                           |                                   |
| 1992 | Вечно молодой                                  | Forever Young                                     | Нэт Купер                       |                                   |
| 1993 | Приключения Гекльберри Финна                   | The Adventures of Huck Finn                       | Гекльберри Финн                 |                                   |
| 1993 | Добрый сынок                                   | The Good Son                                      | Марк Эванс                      |                                   |
| 1994 | Война                                          | The War                                           | Стю Симмонс                     |                                   |
| 1994 | Норт                                           | North                                             | Норт                            |                                   |
| 1996 | Флиппер                                        | Flipper                                           | Сэнди Рикс                      |                                   |
| 1997 | Ледяной ветер                                  | The Ice Storm                                     | Майки Карвер                    |                                   |
| 1998 | Столкновение с бездной                         | Deep Impact                                       | Лео Бидерман                    |                                   |
| 1998 | Факультет                                      | The Faculty                                       | Кейси Коннор                    |                                   |
| 1999 | Чёрное и белое                                 | Black and White                                   | Рен                             |                                   |
| 1999 | Полёт шмеля                                    | The Bumblebee Flies Anyway                        | Барни Сноу                      |                                   |
| 2000 | Недотёпы                                       | Chain of Fools                                    | Майки                           |                                   |
| 2001 | Властелин колец: Братство Кольца               | The Lord of the Rings: The Fellowship of the Ring | Фродо Бэггинс                   |                                   |
| 2002 | День покаяния                                  | Ash Wednesday                                     | Шон Салливан                    |                                   |
| 2002 | Приключения Мальчика-с-пальчик и Дюймовочки    | The Adventures of Tom Thumb & Thumbelina          | Мальчик-с-пальчик               | Озвучка                           |
| 2002 | Семнадцатилетние                               | All I Want                                        | Джонс Диллон                    |                                   |
| 2002 | Властелин колец: Две крепости                  | The Lord of the Rings: The Two Towers             | Фродо Бэггинс                   |                                   |
| 2003 | Дети шпионов 3: Игра окончена                  | Spy Kids 3-D: Game Over                           | Воин                            |                                   |
| 2003 | Властелин колец: Возвращение короля            | The Lord of the Rings: The Return of the King     | Фродо Бэггинс                   |                                   |
| 2004 | Вечное сияние чистого разума                   | Eternal Sunshine of the Spotless Mind             | Патрик                          |                                   |
| 2005 | Хулиганы                                       | Green Street                                      | Мэтт Бакнер                     |                                   |
| 2005 | Город грехов                                   | Sin City                                          | Кевин                           |                                   |
| 2005 | И всё осветилось                               | Everything Is Illuminated                         | Джонатан Сафран Фоер            |                                   |
| 2006 | Париж, я люблю тебя                            | Paris, je t’aime                                  | Прохожий                        | Новелла: Quartier de la Madeleine |
| 2006 | Бобби                                          | Bobby                                             | Уильям                          |                                   |
| 2006 | Делай ноги                                     | Happy Feet                                        | Мамбл                           | Озвучка                           |
| 2007 | День Зеро                                      | Day Zero                                          | Феллер                          |                                   |
| 2008 | Убийства в Оксфорде                            | Los crímenes de Oxford                            | Мартин                          |                                   |
| 2009 | Вне границ                                     | Beyond All Boundaries                             | Уилфред Хенсон / Джон Си Чаплин | Короткометражный                  |
| 2009 | 9                                              | 9                                                 | Девятый                         | Озвучка                           |
| 2010 | Романтики                                      | The Romantics                                     | Чип Хейс                        |                                   |
| 2010 | Полный сожаления                               | Full of Regret                                    | Маус                            | Короткометражный                  |
| 2011 | Борись за свои права                           | Fight for Your Right Revisited                    | Ад-Рок                          |                                   |
| 2011 | Буби                                           | Boobie                                            | Джеймс                          |                                   |
| 2011 | Я думаю плохими мыслями                        | I Think Bad Thoughts                              | Маус                            |                                   |
| 2011 | Делай ноги 2                                   | Happy Feet Two                                    | Мамбл                           | Озвучка                           |
| 2011 | Гибель и возвращение Супермена                 | The Death and Return of Superman                  | Хэнк Хеншоу                     | Короткометражный                  |
| 2012 | Селеста и Джесси навеки                        | Celeste & Jesse Forever                           | Скотт                           |                                   |
| 2012 | Всех порву!                                    | Revenge for Jolly!                                | Томас                           |                                   |
| 2012 | Маньяк                                         | Maniac                                            | Фрэнк Зито                      |                                   |
| 2012 | Баллада о Данко Джонсе                         | The Ballad of Danko Jones                         | Маус                            | Короткометражный                  |
| 2012 | Хоббит: Нежданное путешествие                  | The Hobbit: An Unexpected Journey                 | Фродо Бэггинс                   |                                   |
| 2012 | Рассказ Виктора Карлока                        | The Narrative of Victor Karloch                   | Уильям Мерриуэзер               | Короткометражный                  |
| 2013 | Хроники ломбарда                               | Pawn Shop Chronicles                              | Джонни Шоу                      |                                   |
| 2013 | Ветер крепчает                                 | 風立ちぬ                                          | Соун                            | Озвучка английской версии         |
| 2013 | Торжественный финал                            | Grand Piano                                       | Том Селзник                     |                                   |
| 2013 | Настройка, Панч                                | Setup, Punch                                      | Рубен Стайн                     | Короткометражный                  |
| 2013 | По ту сторону изгороди                         | Tome of the Unknown                               | Вирт                            | Озвучка                           |
| 2013 | Это должна быть единственная фантазия          | This Must Be the Only Fantasy                     |                                 | Короткометражный                  |
| 2014 | Кутис                                          | Cooties                                           | Клинт                           |                                   |
| 2014 | Открытые окна                                  | Open Windows                                      | Ник Чемберс                     |                                   |
| 2014 | Зажигая звёзды                                 | Set Fire to the Stars                             | Джон Малкольм Бриннин           |                                   |
| 2015 | Генри                                          | Henry                                             | Рассказчик                      | Короткометражный                  |
| 2015 | Последний охотник на ведьм                     | The Last Witch Hunter                             | Тридцать Седьмой Долан          |                                   |
| 2016 | Доверие                                        | The Trust                                         | Сержант Дэвид Уотерс            |                                   |
| 2017 | В этом мире я больше не чувствую себя как дома | I Don’t Feel at Home in This World Anymore        | Энтони                          |                                   |
| 2017 | Мечты почтальона 2                             | The Postman Dreams 2                              | Почтальон                       | Короткометражный                  |
| 2019 | Иди к папочке                                  | Come to Daddy                                     | Норвал Гринвуд                  |                                   |
| 2019 | Даррилгорн                                     | Darrylgorn                                        | Элайджа                         | Короткометражный                  |
| 2021 | Охотник за разумом. Схватка                    | No Man of God                                     | Уильям Хагмайер                 |                                   |
| 2023 | Токсичный мститель                             | The Toxic Avenger                                 | Фриц Гарбингер                  |                                   |
| 2024 | Фантастическое путешествие                     | Bookworm                                          | Строун Уайз                     |                                   |
| 2025 | Обезьяна                                       | The Monkey                                        | Теодор Хаммерман                |                                   |
| 2026 | Я иду искать 2                                 | Ready or Not 2: Here I Come                       | ТВА                             | [ 13 ]                            |

### Телевидение
| Год         | Название на русском                               | Оригинальное название                   | Роль                           | Примечания          |
| ----------- | ------------------------------------------------- | --------------------------------------- | ------------------------------ | ------------------- |
| 1990        | Ребёнок в ночи                                    | Child in the Night                      | Люк                            | Телевизионный       |
| 1992        | День-О                                            | Day-O                                   | Дейо                           | Телевизионный       |
| 1993        | Свидетель                                         | The Witness                             | Мальчик                        | Короткометражный    |
| 1994        | Фрейзер                                           | Frasier                                 | Этан                           | Сериал              |
| 1996        | Приключения из книги добродетелей                 | Adventures from the Book of Virtues     | Икарус                         | Муультипликационный |
| 1996        | Убойный отдел                                     | Homicide: Life on the Street            | Макфи Бродман                  | Сериал              |
| 1997        | Оливер Твист                                      | Oliver Twist                            | Джек Докинз                    | Телевизионный       |
| 2002        | Франклин                                          | Franklin                                | Койот                          | Мультипликационный  |
| 2004        | Царь горы                                         | King of the Hill                        | Джейсон                        | Озвучка             |
| 2005        | Я все еще здесь                                   | I’m Still Here                          | Клаус Лангер / Давид Рубинович | Документальный      |
| 2006        | Американский папаша!                              | American Dad!                           | Итан                           | Мультипликационный  |
| 2006        | Шоу уродов                                        | Freak Show                              | Белка                          | Мультипликационный  |
| 2006—2011   | Робоцып                                           | Robot Chicken                           | Массовка                       | Мультипликационный  |
| 2007        | Легенда о Спайро: Постоянная ночь                 | The Legend of Spyro: The Eternal Night  | Спайро                         | Мультипликационный  |
| 2009        | Субботним вечером в прямом эфире                  | Saturday Night Live                     | Гость                          | Шоу                 |
| 2010        | Вторая мировая война в HD: Воздушная война        | WWII in HD: The Air War                 | Энди Руни                      | Документальный      |
| 2010        | Гленн Мартин                                      | Glenn Martin DDS                        | Честер Числхерст               | Мультипликационный  |
| 2010        | Гриффины                                          | Family Guy                              | Элайджа Джордан Вуд            | Мультипликационный  |
| 2011        | Гори в аду шоу                                    | Funny or Die Presents…                  | Джеймс                         | Сериал              |
| 2011—2014   | Уилфред                                           | Wilfred                                 | Райан Ньюман                   | Сериал              |
| 2012        | Остров сокровищ                                   | Treasure Island                         | Бен Ганн                       | Сериал              |
| 2012        | Красные против Синих                              | Red vs. Blue                            | Сигма                          | Мультипликационный  |
| 2012—2013   | Трон: Восстание                                   | Tron: Uprising                          | Бек                            | Мультипликационный  |
| 2013        | Питер Панзерфауст                                 | Peter Panzerfaust                       | Питер                          | Мультипликационный  |
| 2014        | По ту сторону изгороди                            | Over The Garden Wall                    | Вирт                           | Озвучка             |
| 2016—2017   | Холистическое детективное агентство Дирка Джентли | Dirk Gently’s Holistic Detective Agency | Тодд Бротцман                  | Сериал              |
| 2018—2020   | Звёздные войны: Сопротивление                     | Star Wars: Resistance                   | Джейс Раклин                   | Мультипликационный  |
| 2018—2020   | Остров летнего лагеря                             | Summer Camp Island                      | Саксофон                       | Озвучка             |
| 2019        | Без отдыха подкаст                                | The NoSleep Podcast                     | Рассказчик                     | Сериал              |
| 2019        | Пьяная история                                    | Drunk History                           | Джон Рейнс / Перси Шелли       | Сериал              |
| 2020        | Домашний фильм: Принцесса-невеста                 | Home Movie: The Princess Bride          | Сказочный Принц Хампердинк     | Сериал              |
| 2021 - 2025 | Шершни                                            | Yellowjackets                           | Уолтер                         | Сериал              |
| 2022        | Вечеринка                                         | The Afterparty                          | Яспер                          | Сериал              |
| 2023        | Я — Дева                                          | I’m a Virgo                             | Парень                         | Сериал              |
| 2026        | Среди нас                                         | Among Us                                | Зелёный                        | Мультипликационный  |

### Игры
| Год  | Название                                                                          | Роль           | Примечания |
| ---- | --------------------------------------------------------------------------------- | -------------- | ---------- |
| 2002 | The Lord of the Rings: The Two Towers                                             | Фродо Бэггинс  |            |
| 2003 | The Lord of the Rings: The Return of the King                                     | Фродо Бэггинс  |            |
| 2004 | The Lord of the Rings: The Battle for Middle-earth                                | Фродо Бэггинс  |            |
| 2006 | The Legend of Spyro: A New Beginning                                              | Спайро         |            |
| 2006 | Happy Feet                                                                        | Мамбл          |            |
| 2006 | The Lord of the Rings: The Battle for Middle-earth II: The Rise of the Witch-king | Фродо Бэггинс  |            |
| 2007 | The Legend of Spyro: The Eternal Night                                            | Спайро         |            |
| 2008 | The Legend of Spyro: Dawn of the Dragon                                           | Спайро         |            |
| 2010 | God of War III                                                                    | Брат           | Эпизод     |
| 2014 | Broken Age                                                                        | Шей            |            |
| 2018 | 11-11: Memories Retold                                                            | Гарри          |            |
| 2021 | Psychonauts 2                                                                     | Ник Джон Смит  |            |
| 2024 | Batman: Arkham Shadow                                                             | Джонатан Крейн |            |

### Музыкальные клипы
| Год  | Исполнитель       | Название                 |
| ---- | ----------------- | ------------------------ |
| 1988 | Пола Абдул        | «Forever Your Girl»      |
| 1988 | Пола Абдул        | «Straight Up»            |
| 1995 | The Cranberries   | «Ridiculous Thoughts»    |
| 2010 | The Lonely Island | «Threw It On The Ground» |
| 2011 | Beastie Boys      | «Make Some Noise»        |
| 2012 | Flying Lotus      | «Tiny Tortures»          |

## Награды и номинации
| Награда                                            | Год  | Категория | Название работы                                   | Результат |
| -------------------------------------------------- | ---- | --- | ------------------------------------------------- | --------- |
| Сатурн                                             | 1994 | Лучший молодой актёр или актриса                                                                                                  | Добрый сынок                                      | Победа    |
| Сатурн                                             | 1995 | Лучший молодой актёр или актриса                                                                                                  | Норт                                              | Номинация |
| Сатурн                                             | 2003 | Лучший молодой актёр или актриса                                                                                                  | Властелин колец: Две крепости                     | Номинация |
| Сатурн                                             | 2004 | Лучший киноактёр | Властелин колец: Возвращение короля               | Победа    |
| Эмми                                               | 2007 | Выдающийся исполнитель в детском проекте                                                                                          | Делай ноги                                        | Номинация |
| Спутник                                            | 2011 | Лучшая мужская роль в комедийном телесериале                                                                                      | Уилфред                                           | Номинация |
| Премия Гильдии киноактёров США                     | 2002 | Лучший актёрский состав в игровом кино                                                                                            | Властелин колец: Братство Кольца                  | Номинация |
| Премия Гильдии киноактёров США                     | 2003 | Лучший актёрский состав в игровом кино                                                                                            | Властелин колец: Две крепости                     | Номинация |
| Премия Гильдии киноактёров США                     | 2004 | Лучший актёрский состав в игровом кино                                                                                            | Властелин колец: Возвращение короля               | Победа    |
| Премия Гильдии киноактёров США                     | 2007 | Лучший актёрский состав в игровом кино                                                                                            | Бобби                                             | Номинация |
| MTV Movie & TV Awards                              | 2002 | Лучшая мужская роль | Властелин колец: Братство Кольца                  | Номинация |
| MTV Movie & TV Awards                              | 2003 | Лучшая актёрская команда | Властелин колец: Две крепости                     | Победа    |
| Blockbuster Entertainment                          | 2000 | Лучший актёр хоррора/ Лучший актёр второго плана                                                                                  | Факультет/ Столкновение с бездной                 | Номинация |
| Hollywood Film Awards                              | 2006 | Лучший актёрский состав | Бобби                                             | Победа    |
| Kids Choise Awards                                 | 2002 | Лучшая мужская роль | Властелин колец: две крепости                     | Номинация |
| National Board Of Review                           | 2003 | Лучший актёрский состав | Властелин колец: возвращение короля               | Победа    |
| Online Film Critics Society Awards                 | 2003 | Лучшая актёрская команда | Властелин колец: две крепости                     | Победа    |
| Kids Choise Awards                                 | 2003 | Лучшая мужская роль | Властелин колец: возвращение короля               | Номинация |
| Young Artist Awards                                | 1991 | Лучшая мужская роль в телевизионном фильме                                                                                        | Ребёнок в ночи                                    | Номинация |
| Young Artist Awards                                | 1992 | Лучшая мужская роль | Авалон                                            | Номинация |
| Young Artist Awards                                | 1993 | Лучшая мужская роль | Планер                                            | Победа    |
| Young Artist Awards                                | 1995 | Лучшая мужская роль | Норт                                              | Номинация |
| Young Artist Awards                                | 1997 | Лучшая гостевая роль в драматическом сериале                                                                                      | Убойный отдел                                     | Номинация |
| Young Artist Awards                                | 1998 | Лучшая мужская роль | Ледяной ветер                                     | Номинация |
| Young Artist Awards                                | 2000 | Лучшая мужская роль | Полет шмеля                                       | Номинация |
| Young Artist Awards                                | 2001 | Лучшая мужская роль | Недотепы                                          | Номинация |
| Empire Awards United Kingdom                       | 2002 | Лучший главный актёр | Властелин колец: братство кольца                  | Победа    |
| Visual Effects Society Awards                      | 2003 | Лучшая актёрская работа в фильме со специальными эффектами                                                                        | Властелин колец: две крепости                     | Победа    |
| Academy Of Interactive Arts & Sciences             | 2004 | Выдающееся исполнение персонажа                                                                                                   | Властелин колец: возвращение короля               | Победа    |
| Young Star Awards                                  | 1996 | Лучшая мужская роль в комедийном фильме                                                                                           | Флиппер                                           | Номинация |
| Young Star Awards                                  | 1998 | Лучшая мужская роль в драматическом фильме/Лучшая мужская роль в телевизионном фильме/ Лучшая мужская роль в драматическом фильме | Ледяной ветер/Оливер Твист/Столкновение с бездной | Победа    |
| Young Star Awards                                  | 2001 | Лучшая мужская роль в комедийном фильме                                                                                           | Недотепы                                          | Номинация |
| Phoenix Films Critics Society Awards               | 2002 | Лучший актёрский состав | Властелин колец: братство кольца                  | Победа    |
| Phoenix Films Critics Society Awards               | 2004 | Лучший актёрский состав | Властелин колец: возвращение короля               | Номинация |
| Phoenix Films Critics Society Awards               | 2003 | Лучший актёрский состав | Властелин колец: две крепости                     | Победа    |
| Golden Shmoes Awards                               | 2001 | Лучший фильм года | Властелин колец: братство кольца                  | Номинация |
| International Online Cinema Awards                 | 2005 | Лучший актёрский состав | Вечное сияние чистого разума                      | Номинация |
| NAVGTR Award                                       | 2015 | Лучшая озвучка видеоигры | Broken Age                                        | Победа    |
| Washington DC Area Film Critics Association Awards | 2005 | Лучший актёрский состав | Вечное сияние чистого разума                      | Победа    |
| Toronto After Dark Film Festival                   | 2020 | Лучшая мужская роль | Иди к папочке                                     | Победа    |
| DVD Exclusive Awards                               | 2003 | Лучший аудиокомментарий к новому релизу                                                                                           | Властелин колец: братство кольца                  | Номинация |
| DVD Exclusive Awards                               | 2003 | Лучший анимационный персонаж | Приключения Мальчика С Пальчик И Дюймовочки       | Номинация |
| DVD Exclusive Awards                               | 2003 | Лучший аудиокомментарий к новому релизу                                                                                           | Властелин колец: две крепости                     | Номинация |
| Fright Metter Awards                               | 2013 | Лучший главный актер | Маньяк                                            | Победа    |
| Fright Metter Awards                               | 2020 | Лучший главный актер | Иди к папочке                                     | Номинация |
| CinEuphoriaAwards                                  | 2018 | Лучший интернациональный фильм ( в качестве продюсера )                                                                           | Мэнди                                             | Победа    |
| Online Film & Television Association               | 2005 | Лучший актёрский состав | Вечное сияние чистого разума                      | Номинация |
| Online Film & Television Association               | 2012 | Лучший актер комедийного сериала                                                                                                  | Уилфред                                           | Номинация |
| Awards Circuit Commynity Awards                    | 2004 | Лучший актёрский состав | Вечное сияние чистого разума                      | Номинация |
| Awards Circuit Commynity Awards                    | 2003 | Лучший актёрский состав | Властелин колец: возвращение короля               | Победа    |
| Awards Circuit Commynity Awards                    | 2002 | Лучший актёрский состав | Властелин колец: две крепости                     | Номинация |
| Awards Circuit Commynity Awards                    | 2001 | Лучший актёрский состав | Властелин колец: братство кольца                  | Победа    |
| Behind The Voice Actors Awards                     | 2015 | Лучшая вокальная партия | Broken Age                                        | Номинация |
| Behind The Voice Actors Awards                     | 2015 | Лучший вокальный ансамбль | По ту сторону изгороди                            | Номинация |
| Behind The Voice Actors Awards                     | 2015 | Лучшая вокальная партия | По ту сторону изгороди                            | Номинация |
| Behind The Voice Actors Awards                     | 2015 | Лучший вокал анимационного сериала                                                                                                | По ту сторону изгороди                            | Победа    |
| Gold Derby Awards                                  | 2003 | Лучший актёрский состав | Властелин колец: две крепости                     | Номинация |
| Gold Derby Awards                                  | 2005 | Лучший актёрский состав | Вечное сияние чистого разума                      | Номинация |
| Gold Derby Awards                                  | 2004 | Лучший актёрский состав | Властелин колец: возвращение короля               | Победа    |
| Astra Television Awards                            | 2024 | Лучший актёр второго плана в драматическом сериале                                                                                | Шершни                                            | Номинация |
| Stanley Film Festival                              | 2014 | Премия от судей | Актёру                                            | Победа    |
| Bravo Otto Germany                                 | 2002 | Любимый иностранный актёр | Актёру                                            | Номинация |
| Bravo Otto Germany                                 | 2003 | Любимый иностранный актёр | Актёру                                            | Номинация |
| Young Hollywood Awards                             | 2002 | Лучший ребёнок актёр с успешной карьерой                                                                                          | Актёру                                            | Победа    |